# Fabienne Hoerni
Fabienne Hoerni (* 25. Dezember 1974 in Aarburg) ist eine Schweizer Jazzmusikerin (Sopran- und Tenorsaxophon).

## Leben und Wirken
Hoerni arbeitete nach der Mittelschule zunächst als Pferdepflegerin in den schottischen Highlands. 1994 begann sie ihr Studium an der Jazzschule Basel, das sie 2000 mit dem Berufsdiplom abschloss.
Seit dieser Zeit spielt Hoerni in verschiedenen Formationen im Bereich Jazz, Funk und Latin. Lange war sie mit der Oltener Big Band um Dieter Ammann und Umberto Arlati zu hören. Mit der kubanischen Frauen-Salsaband Mayra Leon y Salsabor de Mujer trat sie 1998 beim Jazz Festival Montreux auf.
Hoerni gehört neben Susanne Müller, Annette Kitagawa und Lisette Wyss zum Saxophonquartett Lily Horn Is Born mit europaweiten Auftritten und zwei Alben. Im Trio Miss Jones arbeitete sie mit Rahel Thierstein und Emanuel Schnyder und verschiedenen Gästen wie Peter Schärli, Domenic Landolf oder Andreas Schaerer.  Mit dem Zirkumpolaren Jazzorchester war sie an dem Album Der Grosse Bär (Unit Records 2014)  beteiligt. Daneben arbeitete sie mit dem Bassisten Jean-Pierre Schaller im Duo, in der Nu-Jazz-Formation Scorpio Electric, mit der bis 2009 zwei Alben entstanden, und im Ivy Trio. Im International Female Musicians Collective tourte sie 2017 und 2019 (EP Two 2019).  Sie ist auch mit dem Erich Fischer Quartett auf dessen Album Ricordi zu hören. 

## Preise und Auszeichnungen
- 2001 Förderpreis der Rentsch-Stiftung für kulturelle Impulse, Olten
- 2003 Werkjahrbeitrag des Kuratoriums für Kulturförderung des Kanton Solothurns
- 2010 Kulturpreis der Regiobank Solothurn
- 2017 Anerkennungspreis der Stadt Olten